# Li Šang-fu
Li Šang-fu (čínsky pchin-jinem Lǐ Shàngfú, znaky 李尚福; * únor 1958) je čínský letecký inženýr, politik a generálplukovník Čínské lidové osvobozenecké armády. Od března do října 2023 byl ministr národní obrany Čínské lidové republiky a státní poradce v Li Čchiangově vládě. Předtím Li sloužil jako zástupce velitele Sil strategické podpory ČLOA a ředitel Výzbrojního vývojového oddělení ÚVK. Více než 30 let působil na Kosmodromu Si-čchang, přičemž deset let byl jeho velitelem.
Li Šang-fu byl členem 19. ústředního výboru, a v současnosti je členem 20. ústředního výboru KS Číny. Do 24. října 2023 byl také členem 20. ústřední vojenské komise Komunistické strany Číny.

## Životopis

### Mládí a rodinný původ
Li Šang-fu se narodil v únoru 1958 v Čcheng-tu, hlavním městě provincie S’-čchuan. Jeho otec, Li Šao-ču, byl veterán Čínské Rudé armády, účastník Dlouhého pochodu a bojů čínské občanské války, druhé čínsko-japonské války a korejské války, a později zástupce velitele železničního vojska Čínské lidové osvobozenecké armády. Po skončení Kulturní revoluce a obnovení univerzitních přijímacích zkoušek v roce 1978 byl Li Šang-fu mezi prvními ročníky studentů přijatých k vysokoškolskému vzdělání. Roku 1982 dokončil bakalářské studium na Vědecko-technologické univerzitě národní obrany Čínské lidové osvobozenecké armády, později absolvoval magisterské studium na Institutu automatizace Čchungčchingské univerzity.

### Kariéra
Od roku 1982 sloužil na Kosmodromu Si-čchang, v letech 2003–2013 zastával funkci velitele kosmodromu. V roce 2007 se přímo podílel na úspěšném testu první čínské protisatelitní střely a startu první čínské lunární sondy Čchang-e 1. Roku 2013 byl jmenován náčelníkem štábu, a o rok později zástupcem ředitele Hlavního výzbrojního oddělení ČLOA, poté byl v letech 2015–2017 zástupcem velitele a náčelníkem štábu Sil strategické podpory Čínské lidové osvobozenecké armády. V září 2017 byl jmenován ředitelem nově reorganizovaného Výzbrojního vývojového oddělení ÚVK. Na XIX. sjezdu Komunistické strany Číny v říjnu 2017 byl zvolen členem 19. ústředního výboru.
Na XX. sjezdu v říjnu 2022 byl zvolen členem 20. ústředního výboru KS Číny, a členem Ústřední vojenské komise KS Číny. 12. března 2023 byl jmenován, resp. formálně zvolen Všečínským shromážděním lidových zástupců, do funkce státního poradce a ministra národní obrany Čínské lidové republiky ve vládě Li Čchianga.
V obou funkcích setrval do 24. října 2023, kdy byl odvolán. Teprve v prosinci 2023 jej na postu ministra národní obrany nahradil admirál Tung Ťün.

## Sankce
V roce 2018 byl Li Šang-fu přidán na sankční seznam Spojených států za účast na transakcích s jednotlivci přidruženými k ruskému obrannému nebo zpravodajskému sektoru. Li se měl v té době jako ředitel Výzbrojního vývojového oddělení podílet na akvizicích stíhacích letounů Su-35 a protiletadlových raketových systémů S-400 z Ruska.

## Hodnosti
- generálmajor (少将) – 2006[11]
- generálporučík (中将) – 29. srpna 2016[12]
- generálplukovník (上将) – 31. července 2019[13]